# Yem Ponhearith
Yem Ponhearith (tiếng Khmer: យ៉ែម បុញ្ញឫទ្ធិ; sinh ngày 7 tháng 7 năm 1960) là chính trị gia Campuchia được bầu làm Dân biểu tỉnh Prey Veng vào năm 2008. Ông là Chủ nhiệm Ủy ban Giáo dục, Thanh niên, Thể thao, Sự vụ Tôn giáo, Văn hóa và Du lịch.
Năm 2018, cảnh sát và các quan chức của Sở Văn hóa Phnôm Pênh đã thu giữ bản sao hai cuốn sách của Ponhearith -  Giá trị con người  và Tầm nhìn về Hoà giải Quốc gia và Điều đình Xã hội. Cả hai cuốn sách này đều được xuất bản tại Pháp. Theo giám đốc sở văn hóa, Ponhearith đã không xin được giấy phép cần thiết để xuất bản mấy cuốn sách này.